# Neue Neustadt
Neue Neustadt, Magdeburg-Neue Neustadt – dzielnica miasta Magdeburg w Niemczech, w kraju związkowym Saksonia-Anhalt.